# 君特·沙博夫斯基
君特·沙博夫斯基（德語：Günter Schabowski，1929年1月4日—2015年11月1日），是原德國統一社會黨中央政治局委员、东柏林市委第一书记。1989年11月，他在記者會上提前宣布，允許两德所有居民可以立即合法進出東德。這項宣布造成德國民眾自發上街，自行拆除柏林圍牆和兩德邊界，意外開啟兩德統一的序幕。

## 生平

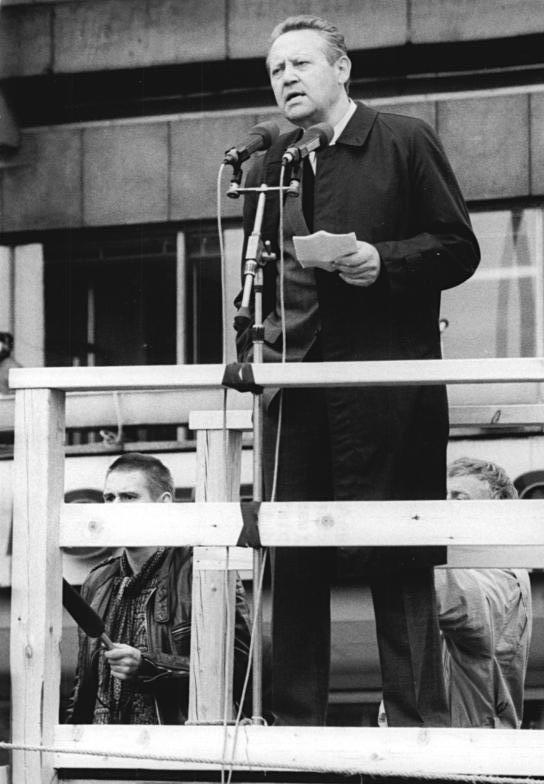
1989年11月時的君特·沙博夫斯基

沙博夫斯基出生於波美拉尼亞安克拉姆（今屬梅克倫堡-前波美拉尼亞州）。他在萊比錫學習新聞學，畢業後擔任工會雜誌《論壇報》的編輯。1952年，他加入德國統一社會黨，後在1978年成為黨報《新德國》总編輯。1981年，他成為統一社會黨中央委員會委員。1985年，他擔任統一社會黨東柏林市委第一書記和政治局委員。
1989年11月9日，沙博夫斯基因誤解政策，在直播的國際記者會中宣佈「即時」（sofort, unverzüglich）取消所有外遊限制；雖然東德政府確實有取消限制的計劃，由於當時有大批東德人經匈牙利和捷克斯洛伐克逃往西德，迫使東德政府不得不取消外遊限制，但並非即時生效，原定具體規定將在翌日通知所有單位。
當時他宣佈此項訊息後，成千上萬的人立即去到柏林圍牆，迫使守軍容許他們通過邊境進入西柏林。柏林圍牆被民眾拆毀，終結東西柏林分裂的歷史。不久前才獲得馬克思勳章的沙博夫斯基隨即被德国統一社會黨开除，而德国統一社會黨亦逐步改組成民主社會主義黨。
兩德統一後，沙博夫斯基猛烈批評自己和其他政治局成員在東德的行為，以及蘇聯式的社會主義。1992至1999年間，他重操故業，擔任地區小報的編輯。他因支持德國基督教民主聯盟，而被昔日的同伴稱為「蟻鴷」（德語：Wendehals，指一種可以把頭部作180度轉動的雀鳥，常用於諷刺那些改變立場的共產黨人）。

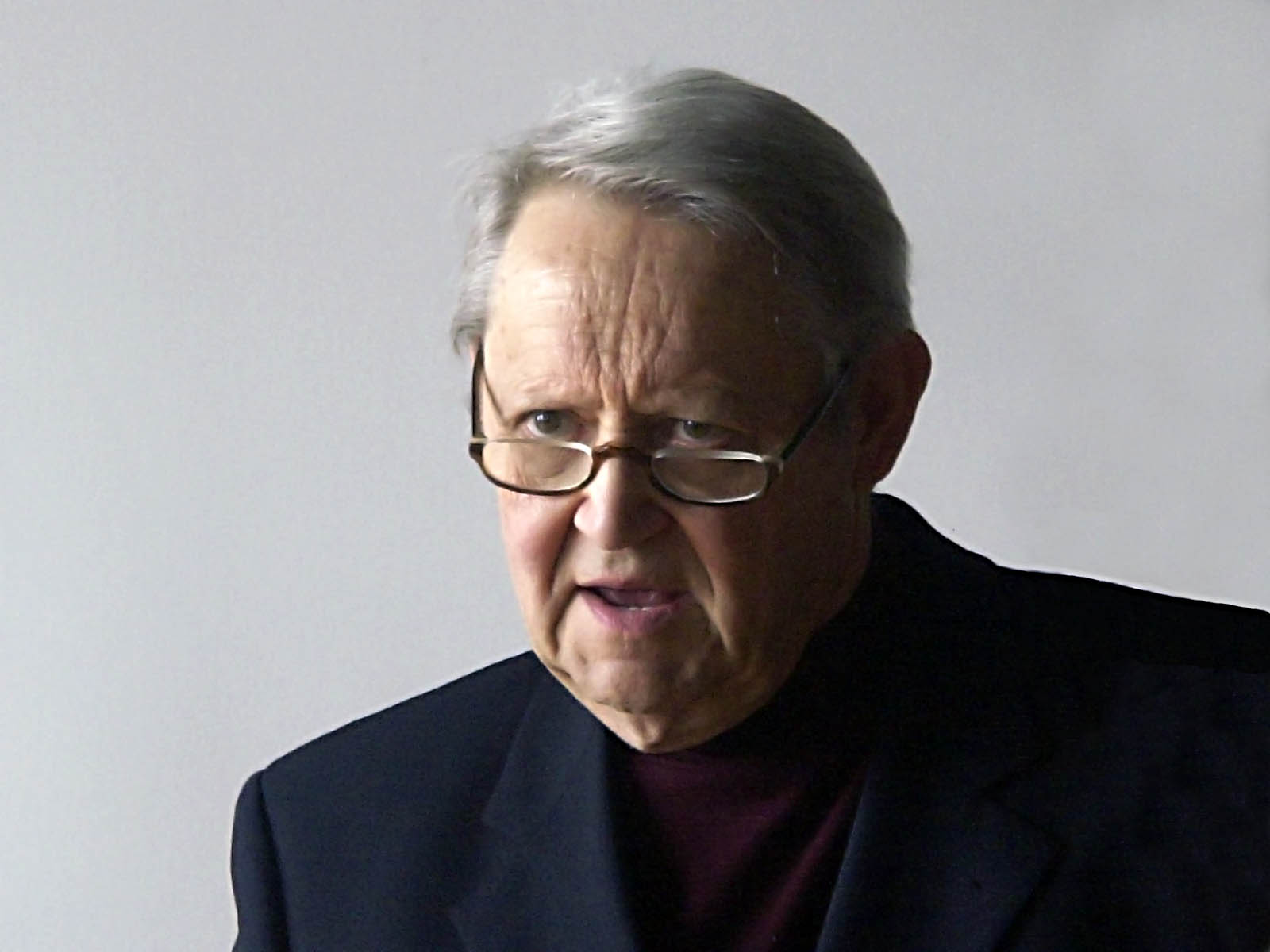
2007年的君特·沙博夫斯基

如同其他東德領導人一般，他被控謀殺難民。在1995年1月，柏林的檢察官對他發起指控。1997年8月，沙博夫斯基和埃貢·克倫茨、君特·克萊伯一同被判有罪。由於沙博夫斯基承認自己的道德罪行，並棄絕東德政權，他只被判三年有期徒刑，1999年12月起在位于斯潘道的监狱服刑。然而，他翌年9月就獲柏林市長埃伯哈德·迪皮根特赦，在12月獲釋，只服刑了1年。他對民主社會黨有所批評。他在2001年和貝貝爾·波雷共同擔任基民聯法蘭克·斯蒂弗爾的顧問。

## 文獻
- Der Absturz, Rowohlt Berlin Verlag, 1991
- Das Politbüro, Ende eines Mythos, Eine Befragung, 由Frank Sieren和Ludwig Koehne出版, Rowohlt, rororo Aktuell 12888, Reinbeck 1991